# Zakulej
Zakulej (ros. Закулей) – wieś (sieło) w Rosji, w obwodzie irkuckim, w rejonie nukuckim, na terenie ust-ordyńskiego okręgu buriackiego. W 2010 liczyła 796 mieszkańców.